# 八通關
八通關為鄒語的漢語音譯，布農語：，過去文獻中另有八童關、八同關等漢譯，是台灣中央山脈與玉山山脈之間的埡口，海拔約2800公尺，也是旅遊景點，位於玉山之東北東方約4.5公里處，東埔之東南方約11公里處。由於八通關有清代的八通關古道、日治的八通關越嶺道皆於此交會，以及一條日治時期開闢，通往新高山（今稱玉山）的道路也於此交會，八通關正座落於交會點上。因此，自日治時期以來，直到至今，八通關仍是登山人士必經之地，因而成為一處交通要塞。
八通關在行政區劃是隸屬於南投縣信義鄉東埔村，位在玉山國家公園範圍內。在1970年代規畫的新中橫公路曾預定通過八通關。為保護八通關珍貴的史蹟與生態，1985年設立玉山國家公園將八通關劃入，該公路的興建最後被放棄，八通關的生態面貌因而得以保留。自劃入玉山國家公園後，八通關被規劃成史蹟保存區與生態保護區，其維護管理及入山管制皆依照《國家公園法》實行。
如今，八通關不但具有清代與日治留下的人文史蹟，也因為玉山箭竹與高山芒混生構成的草原景觀，加上周邊的群山環繞，比如：往西可通往玉山主峰、玉山東峰、玉山北峰、往東可通往八通關山、秀姑巒山、大水窟山、達芬尖山、往北可通往郡大山等多座山岳，還有一旁的金門峒斷崖持續發展向源侵蝕的自然景觀，使八通關成為一處旅遊景點。

## 名稱更迭

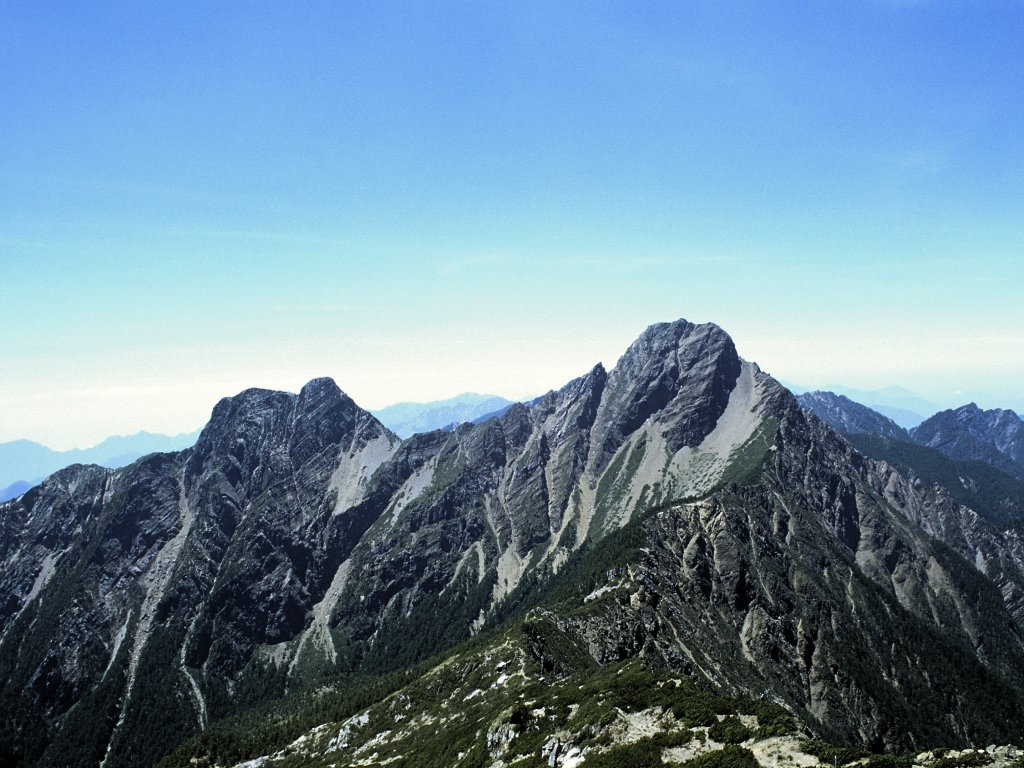
鄒族人稱玉山為「Patungkuonʉ」，漢語音譯有八童關、八同關、八通關等，現今漢語八通關並不指稱玉山。

八通關是鄒語的漢語音譯，原是指玉山，過去文獻還有寫做「八童關」或「八同關」等，泛指玉山一帶之山峰群嶺。然而八通關的名稱更迭，從清代的記載文獻中查閱可知。道光年間，周璽纂修《彰化縣志》則記載山川，有介紹這麼一段話：「在諸羅八同關地界」。光緒六年（1880年），《後山總圖》寫道：「西出八同關為林圯埔開闢后山新路」，可知當時仍稱為八同關。光緒十四年（1888年），《台灣番地圖》則改作「八通關」。此外，尚有一本《臺東州采訪冊》述及八同關，胡傳於任官期間內完成編纂，記載當時由雲林縣通至台東直隸州的八通關古道沿途里程及地名，當中就有這麼一段話：「又十八里至八同關」。光緒二十年（1894年），倪贊元編纂《雲林縣采訪冊》則記載：「八通關山又名玉山」。
再者，從台灣戰後至今也有文獻述及關於八通關的地名來由，可透過論文報告或地名書刊得知。據国立东华大学一份調查報告顯示，八同關是鄒語「Pantounkua」音譯而來，這地名出現於《台灣輿圖》，後來被《台灣番地圖》所沿用之，卻捨音譯而轉為意譯，故將八同關改稱「八通關」，意指：「該地為通達四方之中樞關卡」。據陳正祥編纂《台灣地名辭典》記載：「該處為進入東台灣之要津，遂由山名轉為山口之名。」據洪敏麟編纂《臺灣舊地名之沿革》則是依據《雲林縣采訪冊》記載，他認為八通關是由山名轉為關隘名也。據陳仲玉調查八通關古道，透過《生蕃地探險談》記載得知，長野義虎當時觀察到清人在八通關設立堡壘與關門，據說是吳光亮開闢這條古道時，利用木材於此設立一道關門，之後因古道棄置，被原住民狩獵時給取走木材，使得原有以木材建成的關門被剝削，已在日治時期不見關門。據台灣省文獻委員會口述歷史專案小組透過信義鄉當地的耆老口述，對於八通關的由來不甚清楚，因此臆測是此地可通往玉里、大水窟、東埔等地，故四通八達而得名。
然而，整理上述所翻查之文獻記載可知，八通關則存在多種說法，雖然在坊間上有介紹八通關古道的書籍，可從中片面地解釋得知，八通關是取自四通八達之意，對於確實的由來，目前仍有待學者進一步考究。

## 歷史

### 清治時期
同治十三年（1874年）發生牡丹社事件後，沈葆楨開始提倡推行「開山撫番」政策，於是兵分三路，向台灣的北部、中部、南部各闢一條道路通往東部，其中一條經由八通關的理番道路被稱為「中路」，由吳光亮率領飛虎軍，於光緒元年（1875年）開闢，由林圯埔（今竹山）至璞石閣（今玉里），總長二百六十五里，即今「八通關古道」。八通關古道完成後，清人在沿線各要隘紮營駐守，其中在八通關因處於交通要塞，清人於此設立大營。隨邵友濂繼任巡撫後，因台政緊縮，使理番政策受挫，不久理番道路便告吹，悉歸荒蕪。1987年，經過楊南郡等人調查八通關這處大營後，發現呈長方狀高台，由夯土牆所圍，即今稱清代八通關營盤址。此外，也在現場拾獲青花瓷碗、印花青花瓷盤等多件殘片，經故宮博物院研究員陳擎光鑑定得知，這些殘片都出自福建。吳光亮曾在八通關山頂立下「過化存神」碑，俗稱水窟碑，此碑所在山頂位在何處並不可考。

### 日治時期
明治二十八年（1895年），因馬關條約將台灣島割讓給日本後，日軍來台第二年，便派陸軍中尉長野義虎探察山情，沿八通關古道花了17天走完全程。據長野義虎登上八通關所見情景，越過山嶺後可見遼闊的原野，此處旁有一條小溪流經，左邊可見玉山壯勢，西北方則為斷崖，成為一夫當關，萬夫莫敵的險隘。台灣總督府為實行理蕃政策，得將勢力深入山區，便於治理山地原住民，故於大正八年（1919年）重修八通關古道，大正十三年（1924年）竣工，這條警備道路被命名「八通關越橫斷道路」或「八通關越道路」。八通關越道路完成後，沿線設立警察駐在所監視山情，其中在八通關是八通關古道、八通關越道路交會點，也是連接通往新高山及阿里山的道路，日警不僅設駐在所，也設接待所、辦公室、宿舍、挑夫房舍及浴室等設施，當時有電話線可通到八通關駐在所，與對外聯繫。此外，為因應八通關是處於地勢上要塞，也設立哨崗、瞭望台、戰壕、靶場等設施，另有設一處角力場，以供每年舉行角力競賽之用。陳仲玉曾上山踏勘八通關，認為日警是將駐在所建築於清代營盤址之上，以致遺址整個被破壞掉。後來，據楊南郡等人的踏勘發現，在八通關的清代營盤址與日警駐在所，兩者間距離約120公尺，相對位置上處於一南一北。日治後期，因山情趨於穩定，當時提倡登山運動的日人，由於攀登新高山（今稱玉山）頗多，其中經由八通關沿荖濃溪谷上行至新高山，此條路線是至今仍其沿用之。

### 戰後至今
二次大戰結束後，由東埔登往八通關的日治越嶺道曾一度毀於颱風崩塌，經林灶等人為開採金礦而率人修復，成為日後登山人士所利用之山徑。據林一宏調查，國民政府接收台灣之後，為免除山區治安問題，使逃犯有藏匿之處，將偏遠山區的駐在所給焚燬。八通關駐在所是否此時被焚燬，目前因缺乏佐證，故無法確定，仍需要調查學者進一步考究得知。
1970年代，行政院計畫新闢三條東西橫貫公路，經過選線與踏勘後，將三條橫貫公路核准辦理，其中一條通過八通關的新中橫公路。最初，計畫擬議開鑿隧道，並直接將公路橫亙於八通關草原上，引起學者與保育人士關注，為此有王鑫、林俊義、陳仲玉等學者前往踏勘調查，張祖璿、張豐緒、趙耀東、周宏濤、馬紀壯等多位政務委員以及營建署長張隆盛，協同政務委員費驊以70歲高齡走在八通關視察新中橫公路。1983年6月，內政部營建署向台灣省公路局提出三項原則：不超過海拔2600公尺、不經過八通關、避讓玉山國家公園預定範圍。後來，因玉山國家公園的設立，以及環境影響評估報告認為，公路開闢會對自然環境有不良影響，直到行政院放棄興建計畫，使八通關擁有文化史蹟、生態棲地、自然地景等得以保留下來。
現今，八通關屬於玉山國家公園管轄，由於八通關古道、八通關越嶺道於此交會，可通東埔、玉山、大水窟、玉里，為登山人士來往必經之地，因此曾經有間山屋設置八通關駐在所遺址上，以供登山人士住宿之用，但因久失未修，山屋已嚴重毀損，如今已被拆除。此外，在八通關設有停機坪，以便於進行山區救援。據《台灣全記錄》實地踏勘，發現通往八通關的日治古道，無論從東埔入山或是自大水窟下來，全毀於莫拉克颱風造成大面積崩坍。然而，約在1970、80年代左右，前往八通關的路況，好到可沿郡大林道開車直達觀高，再輕鬆步行不到2公里緩坡進來，如今古道崩坍嚴重處可由頂稜直瀉至溪谷，使前往八通關的路況倍感困難。不過，八通關草原並未受到莫拉克颱風影響。

## 地理

### 氣候
依據《南投縣志》記載顯示，八通關年均溫4.9℃，8月份是最暖月，月均溫不過10℃，其餘月份大多處於低溫寒冷的氣候，當中的最冷月出現在1月份，月均溫2.3℃，由於冬季會有霜雪，在夏季是雲霧瀰漫，故該地屬於寒帶重濕氣候（AC'）。陳正祥選擇桑士偉氣候分類法，將台灣劃分出七種氣候類型，八通關則屬於{\displaystyle AC'_{2}ra'}型，潤濕指數521.2，故全年不缺水，有效溫度42.7 cm—52.0 cm，然而受到鞍部地形的影響，容易產生逆溫現象，夜晚氣溫較白晝來的高。郭城孟在《八通關草原生態之研究》所做報告，對八通關採用的氣候資料是依據玉山氣象站於1944年—1973年的統計，顯示出雨量集中於5月—8月，呈現夏雨冬乾的降雨模式，年均溫3.8℃，最暖月均溫7.4℃，最冷月均溫零下1.4℃。對於八通關的降水量，在上述所引用的資料上並未有提供其數據，若取最近測站提供的降水量統計，可由中央氣象局玉山氣象站得知，1981年—2010年所得降水量 3071.3 毫米。有鑑於八通關當地的氣候能確實反映，得仰賴專家學者前往現場架設儀器，實地進行長期監測的氣象工作，但礙於八通關至今仍未有氣象站，使得要取用長期的統計數據，僅能經由附近的玉山氣象站得知。

### 地形

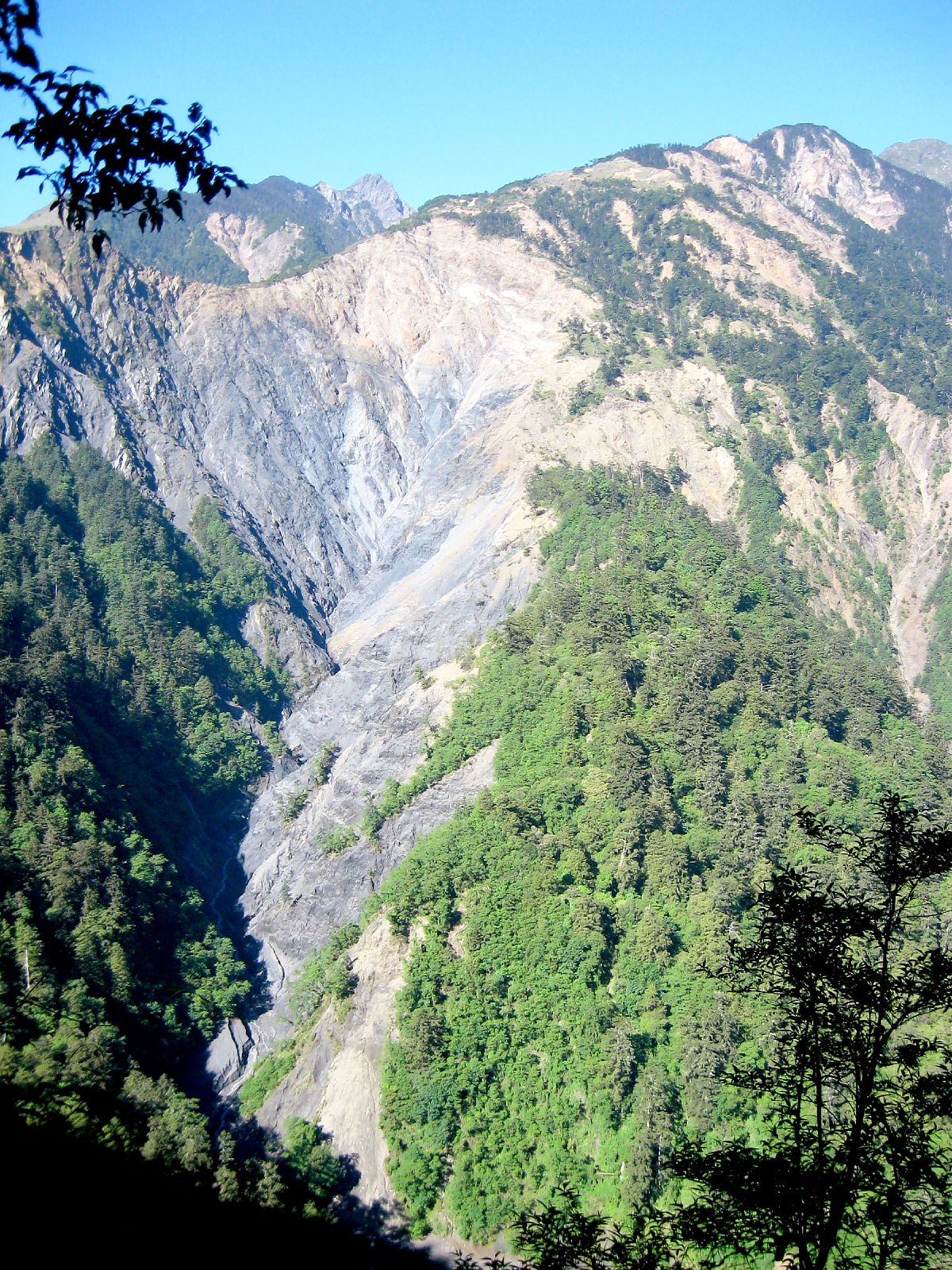
金門峒斷崖。在崖頂的東南方不遠處即是八通關。

八通關是一處鞍部地形，最低點海拔約2800公尺，東西之間被中央山脈與玉山山塊所夾，來自玉山北峰往東延伸之稜線，則是通過金門峒斷崖、八通關草原，然後再由八通關山繼續向東與秀姑巒山相接，構成中央山脈與玉山山塊連成一線。這條線在水文發育上為一條分界線，分隔濁水溪水系與荖濃溪水系。就位置而言，八通關西北方是金門峒斷崖，為陳有蘭溪源頭處，南方有荖濃溪流經，以及一條郡大溪在八通關東北方。八通關周邊水文的發育，主要受到構造線的影響，比如郡大溪、荖濃溪流經八通關附近，便開始呈近九十度，分別轉向北流、向南流，以及陳有蘭溪則是順沿構造線向西北流去，使得源頭處出現金門峒斷崖，這處斷崖由稜線直瀉而下至陳有蘭溪之溪底，如此落差約有580公尺，相較於荖濃溪僅180公尺。據潘以文的實地勘查發現，八通關的地形相當開闊，顯示可能是古河道，原屬於荖濃溪的支流，被陳有蘭溪向源侵襲所截斷，其谷地則因長期侵蝕而成一條反向河，使地表的雨水沿著地形流入陳有蘭溪。麥覺明在《MIT台灣誌》節目中探訪八通關，草原上谷地順著地形延伸到金門峒斷崖便消失，此現象反映出該地可能為斷頭河。目前，陳有蘭溪在金門峒斷崖正持續發生向源侵蝕，未來會對荖濃溪發生河川襲奪現象。透過這種發育現象，反映出地形上一條分界線，分隔出中央山脈與玉山山塊，八通關出現鞍部地形正好被分界線通過。據陳淑樺調查報告中指出，在八通關往西望去的河谷，發現連接玉山北峰與八通關鞍部呈U形谷，這地形的發育可能與冰川侵蝕造成冰斗有關，以及在八通關山屋遺址東側有出現沖積的層理，可能是由冰河堆積造成。

### 地質
八通關位置恰為廬山層與玉山主峰層（佳陽層）之接壤地帶，在地質上屬於第三紀輕度變質岩區，以往都被地質學界稱為新高層，經李春生對古第三紀地層的劃分，玉山主峰層得以出現，在何春蓀所著《臺灣地質概論》中，則是將玉山主峰層納入佳陽層底部，因此有些文獻記載上會採用佳陽層來取代。八通關匯集郡大溪斷層、荖濃溪斷層、陳有蘭溪斷層，呈輻射狀延伸，王文能推測認為有一條向東傾斜之高角度斷層經過，這條金門峒斷層的位置存在，在地質學界仍有待商榷。此外，尚有一條構造線是來自北方，向南順沿郡大溪、荖濃溪，最後至六龜與屈尺斷層結合，因八通關位置恰為兩溪之間，正是被梨山斷層（匹亞南構造線）直切而過。何春蓀則透過這條構造線，將地質分隔出脊梁山脈亞帶、雪山山脈亞帶，八通關則屬於雪山山脈帶。有關於地層的露頭，從東埔行經觀高之步道途中，可見金門峒斷崖因板岩與頁岩的色澤不同，呈現一條明顯的分界線。八通關曾計畫被新中橫公路通過，因此這一帶的地質資源有做了調查，發現石英片岩、含金石英脈。石英片岩可當矽石開採，但規模不大且非連續性分布，純度頗佳甚少，故開採有限。含金石英脈分布較廣，除了在八通關有被發現，順沿八通關古道往大水窟方向，可見中央金礦、白洋金礦兩座已關閉的礦場。

## 生態

### 植物

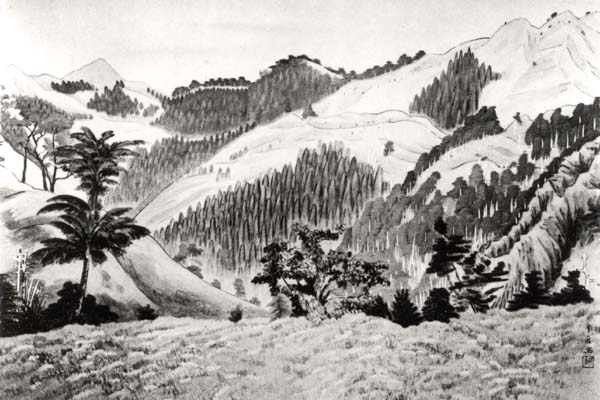
日本畫家村上無羅所繪《八通關》即是八通關草原。

八通關面積約100公頃，有一半以上被草生地所覆蓋，其中以玉山箭竹覆蓋率佔80%，為當地植物社會中優勢種，平均植株高度介於40—100公分，接近山溝則可生長150公分以上，形成一片廣大的「八通關草原」。由於八通關周邊的山頂並沒有鐵杉、冷杉、台灣二葉松等植物出現，據郭城孟從陳玉峰的調查報告中認為，八通關草原的原貌應是鐵杉森林，但由於山頂風化甚劇，地表乾燥，有地層裸露或碎石地出現，使植被覆蓋度低，不易植生附著。
劉儒淵曾對八通關地區調查，將人為遊憩對八通關生態的衝擊程度分析，發現途經八通關這一段登山步道，有部分已經發展出蝕溝，並以玉山箭竹為指標，在八通關山屋周圍以及步道兩側3公尺遭受人為衝擊最高，出現植被覆蓋率減少。八通關的植物社會可分成六型，鐵杉森林、台灣二葉松森林、馬醉木—紅毛杜鵑灌叢、玉山箭竹草生地、高山芒—玉山箭竹草生地、高山芒—玉山箭竹草生地及枯木林。
鐵杉森林分布在山溝或緊鄰溪谷之陡坡，然而綜觀整個玉山地區的植物社會來看，北坡是鐵杉森林，南坡是台灣二葉松森林，但對於八通關出現如此分化現象，可能與火災干擾有關連。
據德國探險家史德培博士（Dr. Karl Theodor Stöpel）在1898年攀登玉山的記錄中記載，八通關分水嶺兩邊的原住民獵人長年來習慣在經過八通關草原通往獵場時，經常以放火燒草原的方式燒出方便通過濃密植被的路徑，以及在冬天保暖。:57,64,82,86-88,92
日本博物學家鹿野忠雄記載台灣高山次要的植物景觀，最顯著的是海拔九千至一萬尺（海拔約2700–3000公尺）的草原，通常在森林界線以內，也認為大多是因為原住民燒山火耕墾植的結果。:264
從1983年1月4日、1993年2月25日兩次發生火災，透過航測技術拍攝的影像可知，火勢蔓延受限於地形，主要是往東西方向延伸，燃燒長度達3930公尺，由於往上燒至稜線會被季風吹襲給阻擋，往下燒至山溝、溪谷，火勢會因地表潮濕而停止蔓延，使得這一帶鐵杉森林被倖存下來。據分析，起火點可能在八通關山屋附近，但也不排除是冬季天乾物燥，林木含水份低與地表堆積枯葉而產生自燃。八通關的植被景觀呈上部枯木林立，下部卻林木參天，據生物學家郭城孟的研究推斷，出現如此反差，可能受到火災干擾所致，使得原本有生長台灣二葉松，火災後殘留下白木林。玉山箭竹與高山芒混生的草生地，八通關草原大部分植被屬於此型構成。玉山箭竹草生地分布較於集中，在八通關中央之低窪處全被玉山箭竹所涵蓋，構成一片玉山箭竹為優勢的社會。

### 動物
1983年，新中橫公路計畫路線預定通過八通關，國家科學委員會為此委託林俊義等人前往八通關調查野生動物，自玉山國家公園成立後，此後陸續有不少調查動植物資源的報告出來。因此，從這些歷年來報告中記載可知，玉山國家公園擁有的動物種類、數量及棲地狀況，當中因八通關位處玉山國家公園，基於生態的維護，減低人為干擾，如今屬於生態保護區，會對登山者進行管制。
據林俊義對八通關地區所做的動物資源的調查指出，哺乳類有14種，鳥類有81種，其中在森林、水域等棲地就有72種，爬蟲類有百步蛇、龜殼花、台灣赤煉蛇等三種，兩棲類有台灣山椒魚、楚南氏山椒魚等兩種。據當地的原住民口述採訪得知，在政府尚未計畫開闢新中橫公路之前，便經常到八通關草原狩獵，因此使水鹿在八通關草原絕跡。出沒於草原區的鳥類有朱雀、星鴉、鷦鷯、煤山雀、金翼白眉、黑長尾雉、黃羽鷃嘴、火冠戴菊鳥；出沒於森林底層的鳥類有深山竹雞、藍腹鷴及鶯科鳥類。由於習性或人為干擾等因素下，有些動物會選擇將棲地遷移或是採取夜行覓食，比如：台灣野豬的垂直活動範圍廣泛，在2800公尺以上山區可生存，然而族群卻遷往低海拔的闊葉林地活動；高山田鼠活躍於玉山箭竹叢內，喜好夜間於草原或森林裡棲息活動。
據林良恭等四人在野外調查可知，八通關富有稠密生長的玉山箭竹，可見中小型動物會在箭竹叢活動，從現場採集到糞便判斷，黃鼠狼曾在八通關草原出沒。距離八通關不遠的八通關山附近，曾發現有水鹿活動的跡象。八通關通往玉山方向的荖濃溪谷中，曾發現長鬃山羊的糞便以及骸骨，唯獨足印僅出現在八通關古道。據登山人士於1987年行經八通關附近，有聽見疑似台灣黑熊的吼聲，然而在報告中並未記錄到台灣黑熊出沒的蹤跡或吼聲。此外，根據動物的習性與棲息環境可知，白面鼯鼠與台灣獼猴遭受人為的干擾是最低，其中以台灣獼猴不懼人，曾在距離八通關六公里荖濃溪床的岩石上，有發現到台灣獼猴留下的糞便，由於活動範圍廣泛，從溪谷到樹冠皆是牠的活動空間。

## 旅遊

### 發展
因八通關位居玉山山塊與中央山脈之間鞍部上，周邊群山圍繞，加上清代興建的八通關古道與日治時期修建八通關越嶺道，還有一條也是日治時期開闢，可聯絡通往新高山（今稱玉山）的道路，其三線匯集於八通關，故使前往者都得經由登山走訪才能抵達。最初，由清政府為開山撫番而入山闢建道路，至日治初期則以研究、調查為目的而入山踏勘，經日治後期改為觀光發展，直到國民政府遷台後，實行山地管制而阻礙登山活動的發展，之後隨政策改變才逐漸開放，演變至現今仍持續採用入山證管制，但八通關屬玉山國家公園所轄生態保護區，故需要辦理入園證。
由於日本接收台灣之初，對台灣有諸多不明需要調查，以便進行治理及提供研究之用，然而真正展開登山旅遊是台灣山岳會成立之後，因此旅遊發展在日治時期可分前期、後期。前期大多是為學術調查而進行山地探勘，據伊能嘉矩離開楠仔腳萬，探訪東埔社並住宿一晚，從當中得知原住民若要到八通關，只花上半天的時間即達，山上立有「過化存神」碑文。鳥居龍藏與森丑之助則為調查台灣原住民，曾多次經過八通關，行走於阿里山、新高山、中央山脈之間。齊藤讓為繪製地形圖，由集集經過八通關，實地前往新高山勘查地形。後期則是台灣山岳會的成立，以及台灣總督府提倡觀光政策，陸續興建改善登山道路及山屋，加上1914年完成五年理蕃計畫後，還有1930年發生霧社事件後，這都使日警加強山地治安，故使登山活動的風氣也就應運而生，當中又以學校為旅遊及教學的目的進行登山活動。台北一中（今建國中學）、台北高校（今台灣師大）、台北第三高女（今中山女中）、彰化高女（今彰化女中）等校皆由新高山下八通關，或是由東埔入山，經八通關上新高山，當中的台北高校則選擇登新高山之後，也順登八通關山。台灣山岳會或由其它單位主辦的登山活動中，無論是縱走中央山脈或攀登新高山，其路線都會經過八通關此地，至今的登山路線仍然沿用，成為登山旅遊的熱門路線。
二次大戰結束後，國民政府接收台灣的初期，由於歷經戰火摧殘，各項建設是百廢待舉，如此的民生經濟不足以支持旅遊發展，加上頒布《平地人民進入山地管制辦法》而限制了登山旅遊活動。直到1956年之後，政府提倡觀光發展，由行政院送至立法院審議《發展觀光條例》通過，才逐漸放寬入山的限制。1968年出現「入山遊覽證」，人民才得以登山遊覽之名入山活動。1970年之前，經過林文安等四人將台灣各山岳攀登及探勘，於1971年完成中央大脈大縱走活動後，大抵選出一百座海拔10,000尺之山岳為「台灣百岳」，加上後續各項經濟建設完成對山區公路，以及當時的民生經濟發展趨於改善，各地民間組成的山岳社團也紛紛出現，此後登山旅遊活動便趨於盛行。

### 登山
八通關在地理位置上，正好是匯集來自西、北、東三個方向的登山路線，向北至觀高便分岔出兩路，一條是繼續沿八通關越嶺道下行至東埔，另一條是通往郡大林道，至於東西方向的路線，為聯繫中央山脈與玉山山脈，其中往西方向之路線，可攀登玉山群峰，比如玉山主峰、玉山北峰、玉山東峰皆是，由八通關便開始脫離八通關越嶺道的路線，而在反方向，往東可達中央山脈南二段，比如秀姑巒山、大水窟山、達芬尖山皆是，這些山岳在台灣登山界被列入「台灣百岳」的排名內，即使在八通關草原上，仍有一座百岳依傍著。八通關山海拔3245公尺，登山口距離八通關草原約1小時步程，一旁的八通關西峰則可俯瞰整個八通關草原的面貌。此外，還可見到金門峒斷崖與荖濃溪谷之間的稜脈，一直往上延伸至玉山北峰，若登山人士選擇從玉山下八通關，便可走在路上看見這條稜脈向東延伸，被一處鞍部給隔開，然後再由八通關西峰，通過八通關山，繼續向東延伸至中央山脈，這處鞍部就是八通關草原。
從東埔入山者，抵達八通關草原之前會先轉個彎，之後視野會突然開闊，如同《MIT台灣誌》主持人所述：「好像從巷子裡出來，看到大馬路的感覺。」再往前行，現場可見遺留下日治時期的產物，當中最顯目的是八通關駐在所的地基與兩根佇立著門柱，然而目前未能得知地基的佔地面積多少，僅從1930年代拍攝八通關駐在所的照片可知，當時存在著有六棟的房舍，四周被鐵絲網圍住，此為當時日警在山地常用的防禦工事。此外，還可找到一些玻璃酒瓶，瓶身標示「臺灣專賣局」，此為日治時期遺留下來。《臺灣探險隊》曾經探訪過八通關，據該節目所翻查文獻記載，知道當時的八通關不僅有駐在所、宿舍，甚至小學、雜貨店、療養所也有，形同一座社區般。

## 流行文化
在2023年的228紀念日當天，閃靈樂團發行一首新歌名「PATTONKAN 護國山」以紀念白色恐怖受難者高一生。

## 解
1. ↑  據楊南郡的調查發現，清代的八通關古道、日治的八通關越嶺道並不是同一條，因兩者僅十一處交會[6]。本文依此為據，為避免單一使用「八通關古道」稱謂清代與日治兩條古道，造成讀者混淆或誤解，故依陳仲玉《八通關古道調查報告》記載，以「八通關古道」專稱清古道、「八通關越嶺道」稱日古道。
2. ↑  指的是玉山山道，於1926年9月17日動工，同年11月6日完工，成為現今攀登玉山必經之路[7]。
3. ↑  《臺東州采訪冊》分成二卷，由胡傳任職台東直隸州知州，於清光緒二十年（1895年）三月脫稿[19]。
4. ↑  倪贊元，福建政和人[21]。任署臺灣府雲林縣儒學訓導，1894年2月—1894年7月期間纂《雲林縣采訪冊》一書，原為供纂《臺灣通志》之用[21]。
5. ↑  洪敏麟，現任於東海大學歷史學系副教授一職，專長於歷史地理、田野調查等學術領域[23]。
6. ↑  陳仲玉，現任於中央研究院歷史語言研究所通信研究員一職[24]。
7. ↑  明治二十九年（1896年），陸軍中尉長野義虎曾踏勘清人開闢八通關古道，事後將眼見情景記錄於《蕃地視察景況報告》，以及應東京地學協會邀請而演講《臺灣島生蕃地西蕃之探險》，後來手抄本以《番境探險譚》、《生蕃地探險談》等不同篇名發表在各單位[25][26]。
8. ↑  有些大眾讀物的內文陳述會指出，八通關與吳光亮開闢古道時命名有關，甚至直接指出是吳光亮命名[29]。根據陳仲玉《八通關古道調查報告》記載：「據說往時吳光亮開鑿八通關道路時，曾以木材建立壯麗的關門。」文中提及「關門」是否為八通關的來由，又是否為吳光亮命名，這兩道問題得仰賴學者進一步考究才能釐清[27]。
9. ↑  據林玫君的換算里程，清代記載256里，大約是152.6公里[31]。
10. ↑  楊南郡，畢業於台灣大學外國語文學系學士[33]。從事高山地理踏勘、人文史蹟勘查，也推動登山與學術同步進行的風潮[33]。
11. ↑  山情指山地發生的情況，由於本文陳述是日治時期，台灣總督府治理蕃地，雖文獻採「蕃情」稱之，為避免有歧視之虞，故本文採「山情」述之。然而，有些文獻的作者有自己的考量存在，在使用「蕃情」此稱之前，會加註說明其作者的用意，比如：楊南郡譯註《台灣踏查日記》，在〈凡例〉中寫道：「為忠於原著、反映時代背景，並顧及譯文順暢，故不予以更改」[35]。
12. ↑  林一宏，現任於臺灣科技大學建築系博士班專任研究助理，專長於建築文化資產、近代建築史、原住民建築等學術領域[38]。
13. ↑  王鑫，現任於中國文化大學地學研究所長一職，專長於景觀研究、地景保育、自然與環境思想等學術領域[41]。
14. ↑  林俊義，東海大學生命科學系退休教授，專長於動物生態學、演化學、野生動物管理學等學術領域[42]。
15. ↑  有效溫度（TE）是由年中月均溫累加的經驗指數，經桑士偉於1948年修正後，有效溫度即為可能蒸發散量（Ep），使用單位公分（cm）[52]。
16. ↑  郭城孟，現任於臺灣大學生態學與演化生物學研究所兼任副教授一職，專長於應用生態、蕨類植物、植物地理等學術領域[55]。
17. ↑  八通關的高度記載，統整各文獻閱覽可知，以公尺（米）為單位，官方國土測繪中心最新圖資為2803，[1]其他文獻記載有2800、2820、2900、2955、2980等多種高度標記，而且新中橫公路預定經過八通關，高度多見於海拔2800公尺記載，故本文為表統一，採以2800公尺為鞍部之最低高度。2800公尺、2980公尺記載於《重修臺灣省通志》第472頁〈玉山山塊〉章節[58]。此外，2800公尺也記載於《新橫貫公路踏勘概要》[40]。2820公尺記載於《臺灣地名辭典》第11頁[59]。2900公尺記載於《八通關草原生態之研究》〈摘要〉章節[56]。2955公尺記載於《玉山國家公園地理、地質景觀資源調查》第59頁〈八通關的地理、地形與地質景觀〉附錄[8]。OpenStreetMap等高線圖CyclOSM海拔在2810–2820公尺之間。[60]
18. ↑  潘以文，現任於交通大學土木工程學系教授一職，專長於土壤力學、岩石力學、地工數值分析[63]。
19. ↑  新高層的分布範圍，西以屈尺斷層為界，東以梨山斷層為界，涵蓋十八重溪層、達見砂岩、玉山主峰層、畢祿山層、眉溪砂岩、佳陽層[62][69]。因此，在《新中部橫貫公路嘉義—玉山—水里段沿線地質圖》僅繪出新高層[70]。
20. ↑  陳玉峰，從事生態保育工作，專長於自然保育、人文生態、台灣自然史等工作領域。1984年設立玉山國家公園後，曾於1985年—1989年擔任保育暨解說課長一職[76]。
21. ↑  劉儒淵，現任於東海大學景觀學系兼任副教授一職，專長於遊憩生態、生態環境衝突等學術領域[77]。
22. ↑  林良恭，現任於東海大學生命科學系教授一職，專長於野生動物生態、保育生物、哺乳類學等學術領域[84]。
23. ↑  見3。
24. ↑  楠仔腳萬即現今久美部落，位於南投縣信義鄉望美村[88]。
25. ↑  東埔社即位於現今東埔一鄰[35]。
26. ↑  1896年5月26日，長野義虎演講《臺灣島蕃地西蕃之探險》，當年26歲的鳥居龍藏聽完後，因而決定前往台灣展開田野調查[6]。
27. ↑  林文安等四人分別指林文安、刑天正、蔡景璋、丁同三，由《野外雜誌》喻稱此四人為「四大天王」[89]。
28. ↑  台灣百岳由林文安等四人，依據海拔10,000尺（海拔3030公尺）以上，且山頂有三角點之山岳為指標，選出一百座的山岳而得名[89]。
29. ↑  透過郭城孟拍攝出照片可知，站在八通關西峰可看到全景，右方為金門峒斷崖，左方為荖濃溪谷，中間這條分水嶺延伸到八通關草原[90]
30. ↑  實際翻閱《臺灣探險隊：山林野趣大搜秘》第57頁，發現內文並未將文獻列出，僅純粹以「文獻記載」陳述帶過[92]。